# Jurnalele secrete ale lui Hitler

Coperta revistei Stern, pe care apare titlul Jurnalele lui Hitler au fost descoperite

Jurnalele secrete ale lui Hitler, care la puțin timp după publicare s-au dovedit a fi false, au constituit unul din cele mai mari scandaluri din toată istoria jurnalismului din Germania.

## Săptămânalul germanStern
Pe coperta numărului din 25 aprilie 1983 săptămânalul german Stern anunța știrea exclusivă: "S-au descoperit jurnalele lui Hitler". Numărul ilustra cu 10 pasaje scrise de mână aparent de către führer cele 42 de pagini cu extrase din jurnal, primul fascicul dintre cele 28 care urmau să fie publicate în următoarele 18 luni. Senzaționalul material provenea din 62 de carnete legate în imitație de piele neagră, pe care revista le achiziționase recent. Fără știrea colaboratorilor săi din epocă și a istoricilor perioadei, Hitler ținuse un jurnal personal scris de mână care se întindea de la mijlocul lui 1932 pânâ cu două săptămâni înainte de sinuciderea lui în Berlinul în ruine din aprilie 1945. Sau cel puțin așa susținea Peter Koch, redactorul-sef al publicației, la o triumfalistă conferință de presă ținută la Hamburg. Jurnalele fuseseră obținute pentru revistă de către reporterul de investigații Gerd Heidemann.
The Sunday Times  din Londra a plătit 400.000 de dolari pentru drepturile asupra jurnalului în Marea Britanie și Commonwealth. Paris Match din Franța și Panorama din Italia au planificat publicarea și în țările lor. Revista Newsweek a apărut în săptămâna următoare cu un articol de 13 pagini, notând că redactorii săi văzuseră "fumul istoriei...  13 dintre cei mai oribili ani ai experienței umane descriși de acela care și-a dat toată silința să-i facă detestabili". Totuși editorii lui Newsweek au refuzat să cumpere drepturile pentru America asupra jurnalului, pentru că nu erau de acord cu proiectul săptămânalului Stern de a publica episoade întinse pe o perioadă atât de lungă de timp și pentru că doreau "o autentificare autorizată și sistematică".
Stern invoca opiniile istoricului britanic Hugh Trevor-Roper și ale lui Gerhard L. Weinberg de la Universitatea Carolina de Nord, care examinaseră sumar jurnalele și apreciaseră că erau autentice.

## Apar îndoieli
La conferința de presă de la Hamburg istoricul britanic David Irving a pus o întrebare delicată: "A fost testată chimic cerneala documentelor pentru a i se stabili vârsta?" Nu fusese. Cei doi experți invocați de Stern au început să ezite. Weinberg a cerut revistei să apeleze la experți grafologi și să permită specialiștilor să examineze jurnalele pagină cu pagină. Trevor-Rover a anunțat mai întâi că o parte din documente ar putea fi false, apoi că erau false toate, "până la proba contrarie". Istoricii germani au intervenit imediat, unul dintre ei acuzând revista Stern că nu dorise decât să-și sporească vânzările. Într-adevăr, tirajul de 1.870.000 a crescut cu 300.000 de exemplare la primul fascicul, deși prețul de vânzare fusese mărit de la 3,00 DM la 3,50 DM.
Alți sceptici s-au întrebat cum ar fi putut Hitler să-și ascundă jurnalele de secretari, valeți și aghiotanți. Nimeni din cercul apropiaților săi nu menționase vreodată că führerul a ținut un jurnal. Se știa că lui Hitler nu-i plăcea să scrie și că întotdeauna își dicta corespondența unei secretare. Când totuși scria, folosea de obicei creionul. În plus, după cum se știe, din ianuarie 1943 Hitler a avut un tremur paralitic al mâinilor, adesea cu puseuri puternice, care practic îl împiedica să scrie lizibil.

## Motive de rușine
Un expert grafolog desemnat de revista Newsweek a cercetat două dintre jurnalele trimise de Stern la New York.  Erau, a spus el, "nu numai falsuri, ci falsuri grosolane". În Germania specialiștii au reușit să dovedească faptul că hârtia, precum și cerneala, cleiul, copertele din imitație de piele și panglicile roșii ale sigiliilor unora dintre aceste coperte erau toate din perioada postbelică. Hans Booms, șeful Arhivelor Germaniei Federale, a declarat jurnalele de la Stern drept "fals flagrant, grotesc și neserios".
Unul dintre colegii lui Booms a descoperit chiar si o sursa a materialului din jurnale- cartea din 1962 a lui Max Domarus intitulata Hitler: Discursuri si proclamatii, 1932-1945.
La Hamburg, echipa jicnita de la Stern incepea o sedinta de sase zile la sediul revistei, cerand sa stie cum de conducerea revistei se lasase atat de usor pacalita si exprimandu-si ingrijorarea pentru prejudiciile aduse credibilitatii publicatiei. Peter Koch a fost silit sa demisioneze. Editorul Henri Nannen a marturisit cu tristete: "Avem toate motivele sa ne fie rusine".
Toată afacerea jurnalelor false a reprezentat cel mai mare blamaj din istoria jurnalismului german de până atunci.